# Julián Mellado (Bezirk)
Der Bezirk Julián  Mellado liegt im Nordwesten Guáricos. 
Julián Mellado setzt sich aus 2 parroquias zusammen: El Sombrero und Sosa.

## Verkehr
Die Nationalstraße 13 verbindet El Sombrero mit Valle de la Pascua.